# Merrillan
Merrillan is een plaats (village) in de Amerikaanse staat Wisconsin, en valt bestuurlijk gezien onder Jackson County.

## Demografie
Bij de volkstelling in 2000 werd het aantal inwoners vastgesteld op 585. In 2006 is het aantal inwoners door het United States Census Bureau geschat op 576, een daling van 9 (-1,5%).

## Geografie
Volgens het United States Census Bureau beslaat de plaats een oppervlakte van 3,5 km², waarvan 3,3 km² land en 0,2 km² water. Merrillan ligt op ongeveer 284 m boven zeeniveau.

## Plaatsen in de nabije omgeving
De onderstaande figuur toont nabijgelegen plaatsen in een straal van 24 km rond Merrillan.